# Pelochrista cannatana
Pelochrista cannatana es una especie de polilla perteneciente al género Pelochrista, categorizada en la tribu Eucosmini, de la subfamilia Olethreutinae.

## Distribución
Se distribuye por Italia.

## Taxonomía
Fue descrita por Trematerra en 2000 y publicada por primera vez en Boll. Zool. agr. Bachic. (2) 32 (2): 86.